# Eduard Hajrapetjan

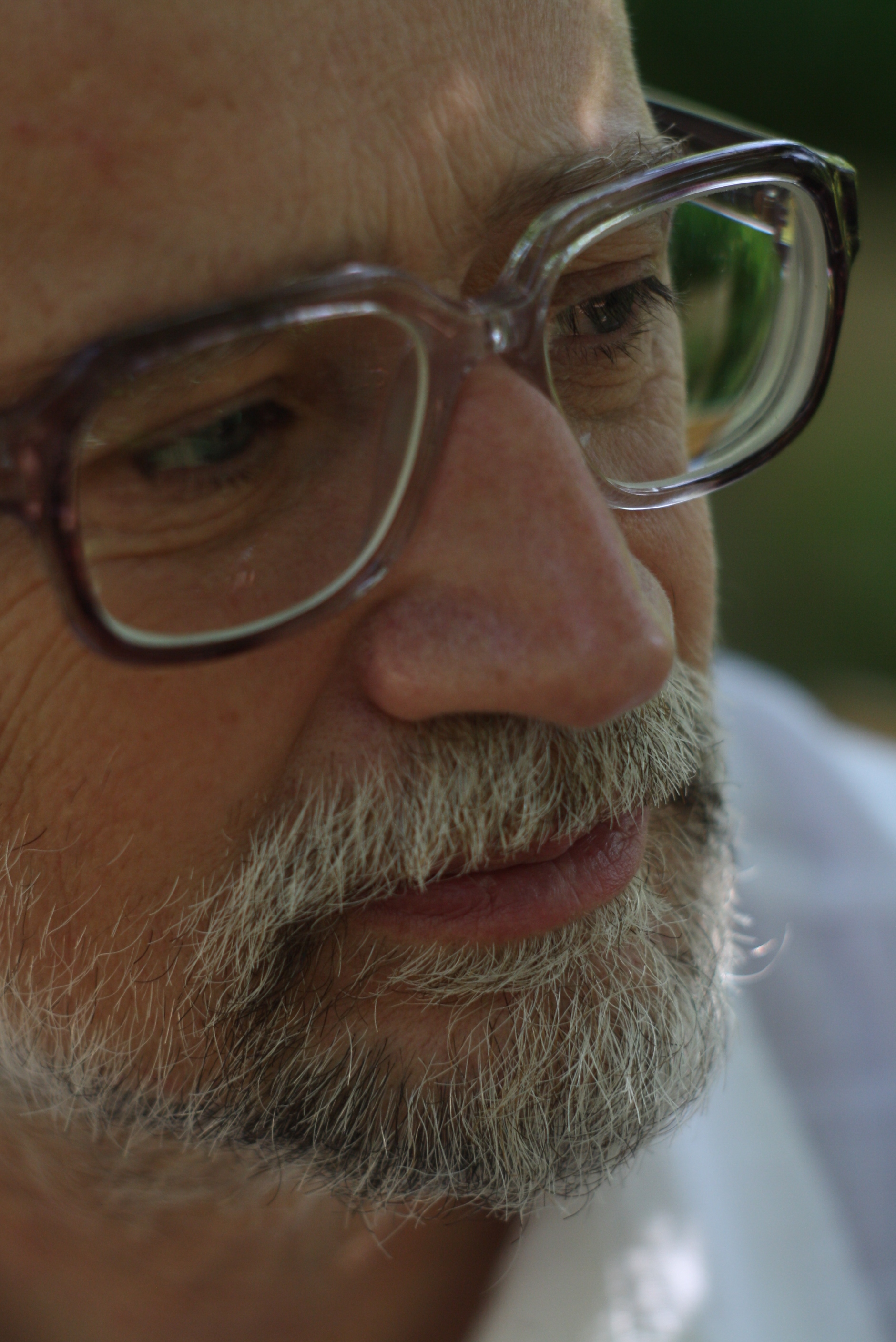
Eduard Hajrapetjan

Eduard Grigori Hajrapetjan (armenisch Էդուարդ Գրիգորի Հայրապետյան; russisch Эдуард Григорьевич Айрапетян, Eduard Grigorjewitsch Airapetjan, wiss. Transliteration Ėduard Grigor'evič Ajrapetjan; englisch auch Hayrapetyan oder Hayrapetian; * 5. September 1949 in Jerewan, Armenische SSR) ist ein armenischer Komponist zeitgenössischer klassischer Musik.

## Leben
Hajrapetjan wuchs in Jerewan auf. Er studierte von 1966 bis 1968 am Melikjan-Musikkolleg bei Grigor Hachinjan und von 1968 bis 1973 am Staatlichen Konservatorium Jerewan bei Grigor Jeghiasarjan. 1976 wurde er Mitglied des armenischen Komponisten- und Musikwissenschaftlerverbands. Ersten Erfolgen als Komponist in Armenien schlossen sich Einladungen in andere Länder an. Seine 1. Sinfonie (1985) kam 1986 in Opole, Polen, zur Uraufführung. Mit seinem 3. Violinkonzert (1983) gastierte er 1986 beim Internationalen Festival in Budapest, Ungarn, und 1991 bei der Musik-Biennale Zagreb, Jugoslawien. Sein 3. Streichquartett wurde bei Festivals 1992 in Schweden und 1998 in Thessaloniki, Griechenland, aufgeführt. Mit weiteren Werken war der Komponist beim Festival Prima Vista 1998 und 1999 in Odessa, Ukraine, vertreten, darüber hinaus in Georgien, Russland, den Baltischen Staaten, Tschechien, Kanada, Deutschland, Frankreich, Kanada, in den USA, im Libanon und in der Schweiz.
In den Jahren 1996 bis 1999 lehrte Hajrapetjan am Staatlichen Konservatorium Jerewan.
Als Komponist ist Hajrapetjan weiterhin international vertreten, u. a. wurde im März 2018 sein 4. Cellokonzert, ein Auftragswerk der Elbphilharmonie Hamburg, dort uraufgeführt – mit dem Armenian State Symphony Orchestra unter Sergey Smbatyan und mit dem Widmungsträger Narek Hakhnazaryan als Solisten. Im Oktober 2021 brachte das Ciconia Ensemble im Concertgebouw Amsterdam sein Orchesterwerk The Lost Balloon zur Aufführung.

## Schaffen
Hajrapetjans Schaffen umfasst 2 Ballette, 4 Sinfonien (1985, 1987, 2000, 2016) sowie weitere Orchesterwerke, Chor- sowie weitere Vokalmusik und Kammermusik, darunter 8 Streichquartette. Einen besonderen Schwerpunkt in seinem Gesamtwerk bilden Konzerte für Soloinstrumente und Orchester, u. a. 9 Violinkonzerte, 4 Konzerte für Violoncello, 3 Konzerte für Viola, 2 Konzerte für Klavier, ferner Konzerte für Flöte, Oboe, Klarinette, Fagott und ein Doppelkonzert für Violine, Viola und Streicher-Kammerorchester. In seinen Vokalkompositionen vertont er Texte von armenischen Dichtern wie Misag Medzarents und Hakob Mowses, aber auch Autoren anderer Länder, darunter Tennessee Williams, T. S. Eliot, George Gordon Byron, Joseph von Eichendorff, Rainer Maria Rilke, Stefan George und Georg Trakl.
Charakteristisch für Hajrapetjan ist eine expressionistische Musiksprache, die grundlegende Fragen der menschlichen Existenz berührt. Im Frühwerk lassen sich serielle Techniken finden, die sich aber vom Stil der Zweiten Wiener Schule bereits unterscheiden. So variiert er etwa im Chorwerk Oratorio „1915“ prägnante Motive melodisch und harmonisch, ohne sie in ihrer Intervall-Struktur zu verändern. Später, beeinflusst von Lutosławski und Schostakowitsch, entwickelt sich seine Musiksprache ab Anfang der 1980er-Jahre mehr in Richtung einer modernen Neoromantik, die auch tonale Bereiche wieder zulässt.

## Auszeichnungen
- 1993: Preis des Armenischen Komponistenverbands[4]
- 1993: Aram-Chatschaturjan-Preis des Ministeriums für Kultur der Republik Armenien
- 1998/1999: Stipendium der Denkmalschmiede Höfgen[2]
- 2008: Vahan-Tekeyan-Preis
- 2009: Preis des World Armenian Congress
- 2009: Goldmedaille des Ministeriums für Kultur der Republik Armenien
- 2017: Staatspreis der Republik Armenien[9]